# 긴자잇초메역
긴자잇초메역(일본어: 銀座一丁目駅)은 일본 도쿄도 주오구에 있는 철도역이다.

## 타는 곳
| 1(지하 3층) | ○ 유라쿠초 선 | 신키바 방면                                        |
| 2(지하 4층) | ○ 유라쿠초 선 | 나가타초・이케부쿠로・와코 시・신린코엔・한노 방면 |

## 역세권 정보
- 유라쿠초역(환승역 아님)
- 교바시역(환승역이 아님)
- 긴자 역(환승역이 아님)
- 도쿄 교통 회관
- 국도 15호선
- 마쓰야 긴자
- 미쓰코시 긴자
- 와코

## 역사
- 1974년 10월 30일: 영업 개시.

## 인접역
| 도쿄 메트로 8호선         | 도쿄 메트로 8호선 | 도쿄 메트로 8호선        |
| ------------------------- | ----------------- | ------------------------ |
| Y18 유라쿠초 와코 시 방면 | 유라쿠초 선       | Y20 신토미초 신키바 방면 |